# Замарди
Замарди (на унгарски: Zamárdi) е град област Шомод, западна Унгария. Населението му е 2410 души (по приблизителна оценка за януари 2018 г.).
Разположен е на 135 m надморска височина в Среднодунавската низина, на югоизточния бряг на езерото Балатон и непосредствено на югозапад от Шиофок. Селището се споменава за пръв път през 1082 година. През втората половина на XX век селото се развива като курортно градче.